# Obizzo Fieschi
Obizzo Fieschi (Lavagna o Parma, 1150 circa – Parma, 22 maggio 1224) è stato un vescovo cattolico italiano.

## Biografia
Apparteneva al ramo ligure dei conti di Lavagna, ma non è certo se nacque a Lavagna oppure a Parma. Nel 1178 è nominato come facente parte dei canonici del Duomo di Parma. In seguito divenne prevosto della cattedrale e poi vescovo di Parma. Non è nota la data del suo insediamento, ma in dicembre 1194 risulta essere vescovo eletto di Parma. In gennaio 1196 agì da testimone nella tregua sottoscritta dalle città padane nella chiesa di Borgo San Donnino (l'attuale Fidenza).
Si schierò sempre con la Santa Sede nella lotta che essa sostenne contro il Sacro Romano Impero. Nel 1212 il papa Innocenzo III lo incaricò, assieme all'abate del convento di San Giovanni e all'arcidiacono della Cattedrale, di risolvere una questione di diritto ecclesiastico posta dal vescovo di Vercelli in merito all'elezione del vescovo di Milano. Nel 1214 la santa Sede lo invitò ad adoperarsi per la liberazione dei luoghi santi in Palestina. Nello stesso anno il papa scomunicò Piacenza per aver rifiutato di impegnarsi nella preparazione della Crociata. Nel 1217 il papa Onorio III lo inviò a Modena per giudicare una contesa tra Modenesi e Ferraresi in merito a un attraversamento del Po, che egli decise a favore di Modena. In giugno 1218 fu incaricato dal pontefice di scomunicare e rimuovere il podestà di Bologna, accusato di essersi impadronito di alcune terre provenienti dall'eredità di Matilde di Canossa, che spettavano invece alla Santa Sede.
I rapporti tra la diocesi e il Comune di Parma furono difficili, in quanto entrambi pretendevano da Ottone IV di Brunswick il riconoscimento dei privilegi cittadini. Nel 1219 il Comune ottenne tale riconoscimento, ma dietro ricorso del Fieschi esso venne annullato, ripristinando i diritti del vescovo. Il Comune reagì negando al vescovo la facoltà di investire gli ufficiali comunali e togliendo alla Chiesa la giurisdizione sulle terre del contado. Il Fieschi si rivolse all'aiuto del papa, che demandò la questione al vescovo di Bologna. 
In maggio 1220 il Fieschi andò a Bologna con una ricca documentazione attestante i suoi diritti, ma il vescovo di Bologna, dopo che il Comune di Parma accettò di allontanare il procuratore, non si pronunciò. In giugno il papa comunicò al Fieschi di avere comunque deciso la questione a suo favore, esortando anche il re di Francia Filippo II a sequestrare i beni dei parmensi nel suo regno fino a quando il Comune non avesse accettato i privilegi attribuiti al vescovo. Il Comune però non si piegò a tale sentenza, nemmeno quando Federico II affiancò il pontefice nella condanna dei parmensi ostili al Fieschi. In marzo 1221 il Fieschi fu costretto ad allontanarsi da Parma, ma vi ritornò in luglio, dopo che il papa ebbe raggiunto un compromesso con il Comune.
Il cronista Salimbene de Adam lo cita nei suoi scritti come "Pulcher homo et honesta persona", riconoscendogli di avere ben diretto la Diocesi e di avere ben provveduto a conservarne ed accrescerne il patrimonio.
Dopo la sua morte venne sepolto nel coro della Cattedrale.